# Оборочени (Јаши)
Оборочени (рум. Oboroceni) насеље је у Румунији у округу Јаши у општини Хелештени. Oпштина се налази на надморској висини од 254 m.

## Становништво
Према подацима из 2002. године у насељу је живело 827 становника, од којих су сви румунске националности.